# روز فریب
روز فریب (انگلیسی: Day of Deceit) کتابی است از رابرت استینت که در آن ادعا می‌شود که فرانکلین دلانو روزولت و دولت وی عمداً حمله ژاپن به پرل هاربر را برای ورود آمریکا به جنگ جهانی دوم تحریک و مجاز دانسته‌اند.